# Obalna linija od luke Gonoturska do rta Vratnički
Obalna linija od luke Gonoturska do rta Vratnički este o arie protejată (sit de importanță comunitară — SCI) din Croația întinsă pe o suprafață de 4.262,83 ha, integral marine.

## Localizare
Centrul sitului Obalna linija od luke Gonoturska do rta Vratnički este situat la coordonatele 42°42′50″N 17°35′56″E / 42.714009°N 17.598753°E.

## Înființare
Situl Obalna linija od luke Gonoturska do rta Vratnički a fost declarat sit de importanță comunitară în iulie 2013 pentru a proteja un număr necunoscut de specii din flora spontană și fauna sălbatică aflate în arealul zonei.

## Biodiversitate
Situată în ecoregiunea marină mediteraneană, aria protejată conține 2 habitate naturale: Recifuri, Peșteri marine scufundate complet sau parțial.
La baza desemnării sitului se află un număr nedeclarat de specii protejate.